# F1 24
 (janvier 2025).
Si vous disposez d'ouvrages ou d'articles de référence ou si vous connaissez des sites web de qualité traitant du thème abordé ici, merci de compléter l'article en donnant les références utiles à sa vérifiabilité et en les liant à la section « Notes et références ».
F1 24 est un jeu vidéo de course automobile de Formule 1 développé par Codemasters et publié par EA Sports. Il s'agit du dix-septième opus de la série F1 qui détient la licence des championnats de Formule 1 et de Formule 2 pour la saison 2024. Le jeu sort sur Microsoft Windows, PlayStation 4, PlayStation 5, Xbox One et Xbox Series le 31 mai 2024 ou trois jours plus tôt pour les utilisateurs qui ont choisi l'édition « Champions ».

## Système de jeu
Le mode carrière qui permet au joueur d'incarner un pilote existant ou de progresser au sein des écuries officielles propose désormais une gestion plus approfondie des relations avec les équipes, ainsi que des objectifs de performance dynamiques influencés par la saison en cours[réf. nécessaire]. Il est également possible de jouer en coopération à deux joueurs.
En plus des modes classiques de la série (Grand Prix, Contre-la-montre et Carrière), F1 24 propose le mode My Team pour la création et la gestion d'une écurie, le mode multijoueur pour des compétitions en ligne avec classements et événements spéciaux[réf. nécessaire].
Le SREC, modifié, permet à nouveau de choisir entre plusieurs modes en course, il n'était jusqu'alors possible d'utiliser que les modes « Intermédiaire » et « Dépassement »[réf. nécessaire].

## Développement
F1 24 est développé par Codemasters, un studio britannique spécialisé en jeu de course, et édité par EA Sports. Le jeu s'appuie sur le moteur Ego Engine, déjà utilisé dans les précédents opus de la série et bénéficiant d'améliorations graphiques et physiques.
L'un des principaux axes de développement est la refonte du système de conduite avec l’introduction du Dynamic Handling, qui vise à offrir une sensation de maniabilité d'une monoplace plus réaliste en tenant compte de l'aérodynamisme, de l'adhérence des pneumatiques et du comportement du moteur V6[réf. nécessaire].
Sur le plan visuel, les développeurs améliorent les textures, l'éclairage et les effets météorologiques, notamment la course sous la pluie[réf. nécessaire]. Une refonte des affichages voit le jour pour ce nouvel opus. Comme pour l'opus précédent, les affichages de vitesse, SREC et DRS sont présents en bas au centre de l'écran. Le jeu bénéficie d'une optimisation pour la génération de console la plus récente (PlayStation 5 et Xbox Series) avec des temps de chargement réduits et une fréquence d'images plus stable. Enfin, Codemasters a collaboré avec des pilotes et ingénieurs de la Formule 1 pour affiner les sensations de conduite et ajuster les réactions des monoplaces en fonction des retours du monde réel[réf. nécessaire].
La bande-son est composée par Ian Livingstone (en), Lapalux et Brian Tyler ; elle accompagne les courses avec des musiques dynamiques[réf. nécessaire].

## Commercialisation
Une bande-annonce est publiée le 27 février 2024 sur la chaîne YouTube d'EA Sports[réf. nécessaire].
Le jeu est sorti le 31 mai 2024 sur Microsoft Windows, PlayStation 4, PlayStation 5, Xbox One et Xbox Series, tandis que l'édition « Champions » du jeu était disponible trois jours plus tôt.
La jaquette de l'édition standard présente Lewis Hamilton, Charles Leclerc et Lando Norris, les trois mêmes pilotes que ceux présentés dans le titre précédent, aux côtés de leurs voitures courant sur un circuit urbain. Il s'agit du premier titre depuis F1 2018 dont les pilotes et les voitures figurent sur la jaquette. La pochette de l'édition « Champions » présente Max Verstappen célébrant son grand chelem au Grand Prix d'Espagne 2023.

## Accueil

### Critiques
Metacritic obtient une note moyenne de 72 % pour la version du jeu sur PC reflétant des « avis partagés ». Le jeu reçoit des critiques plus positives pour ses versions Xbox Series et PlayStation 5 avec un score respectif de 75 % et 79 %.
Jeuxvideo.com accorde la note de 15 sur 20. Il salue la richesse du contenu, notamment les modes Carrière et My Team, tout en notant une tendance accrue vers le genre arcade.